# Jaime Oswaldo Castillo Villacrés
Jaime Oswaldo Castillo Villacrés (* 17. September 1973 in Gozanamá, Provinz Loja) ist ein ecuadorianischer römisch-katholischer Geistlicher und Apostolischer Vikar von Zamora in Ecuador.

## Leben
Jaime Oswaldo Castillo Villacrés studierte zunächst am Priesterseminar in Loja und anschließend an der Hochschule der Legionäre Christi in Rom. Am 11. September 1998 empfing er das Sakrament der Priesterweihe für das Bistum Loja.
Nach weiteren Studien erwarb er einen Abschluss in Kommunikationswissenschaft an der Päpstlichen Universität der Salesianer in Rom und wurde an der Theologischen Fakultät von Mittelitalien in Florenz mit einer Arbeit im Bereich der theologischen Anthropologie promoviert. Neben verschiedenen Aufgaben in der Pfarrseelsorge war er von 2001 bis 2003 für die diözesane Öffentlichkeitsarbeit verantwortlich und lehrte anschließend bis 2004 am Priesterseminar des Bistums, war Seelsorger an der Basilika von El Cisne sowie Leiter des dortigen Wallfahrtsradios. Er war in seinem Heimatbistum und im Bistum Riobamba in der Priesterausbildung und in der Berufungspastoral tätig. Im Bistum Loja war er zeitweise Diözesanjugendseelsorger. Seit 2017 war er Regens des Priesterseminars des Bistums Loja und seit 2018 Vorsitzender der Organisation der Priesterseminare Ecuadors.
Am 17. November 2020 ernannte ihn Papst Franziskus zum Apostolischen Vikar von Zamora in Ecuador. Die Bischofsweihe empfing er am 23. Januar des folgenden Jahres.